# Bugaj (Pajęczno)
Pour les articles homonymes, voir Bugaj.
Bugaj (prononciation [ˈbuɡai̯]) est un village de la gmina de Działoszyn, du powiat de Pajęczno, dans la voïvodie de Łódź, situé dans le centre de la Pologne.
Il se situe à environ 5 kilomètres au nord-ouest de Działoszyn (siège de la gmina), 12 kilomètres à l'ouest de Pajęczno (siège du powiat) et 84 kilomètres au sud-ouest de Łódź (capitale de la voïvodie).

## Administration
De 1975 à 1998, le village était attaché administrativement à l'ancienne voïvodie de Sieradz.

Depuis 1999, il fait partie de la nouvelle voïvodie de Łódź.